# Peter Harrison
Peter Harrison (1955) es un historiador australiano, actual director del Instituto de Estudios Avanzados en Humanidades de la Universidad de Queensland.
Se formó en la Universidad de Queensland y la Universidad Yale. Antes de llegar a Queensland ocupó la cátedra Andreas Idreos de ciencia y religión y fue director del Centro Ian Ramsey en la Universidad de Oxford. Anteriormente fue profesor de historia y filosofía en la Universidad Bond, Australia.
Ha publicado numerosos trabajos en el campo de la historia intelectual con un enfoque en el pensamiento filosófico, científico y religioso de la época moderna. Ha sido profesor invitado en Yale y Princeton; es miembro fundador de la Sociedad Internacional para la Ciencia y la Religión, y miembro de la Academia Australiana de Humanidades. En 2011 pronunció las Gifford Lectures en la Universidad de Edimburgo.
Ha publicado más de 70 artículos y capítulos de libros, y seis libros. Entre ellos, el más reciente es The Territories of Science and Religion (Chicago, 2015).

## Obras
- Harrison, Peter (2001). The Bible, Protestantism, and the Rise of Natural Science (en inglés). Cambridge University Press. ISBN 9780521000963.[7][8][9][10]
- Harrison, Peter (2002). 'Religion' and the Religions in the English Enlightenment (en inglés). Cambridge University Press. ISBN 9780521892933.[11][12][13]
- Harrison, Peter (2007). The Fall of Man and the Foundations of Science (en inglés). Cambridge University Press. ISBN 9780521875592.[14][15][16][17][18]
- Harrison, Peter (2010). The Cambridge Companion to Science and Religion (en inglés). Cambridge University Press. ISBN 9780521712514.[19][20][21]
- Harrison, Peter; Numbers, Ronald L.; Shank, Michael H. (2011). Wrestling with Nature: From Omens to Science (en inglés). University of Chicago Press. ISBN 9780226317830.[22][23]
- Harrison, Peter (2015). The Territories of Science and Religion (en inglés). University of Chicago Press. ISBN 9780226184517.[24][25]